# ウクライナ・コサック

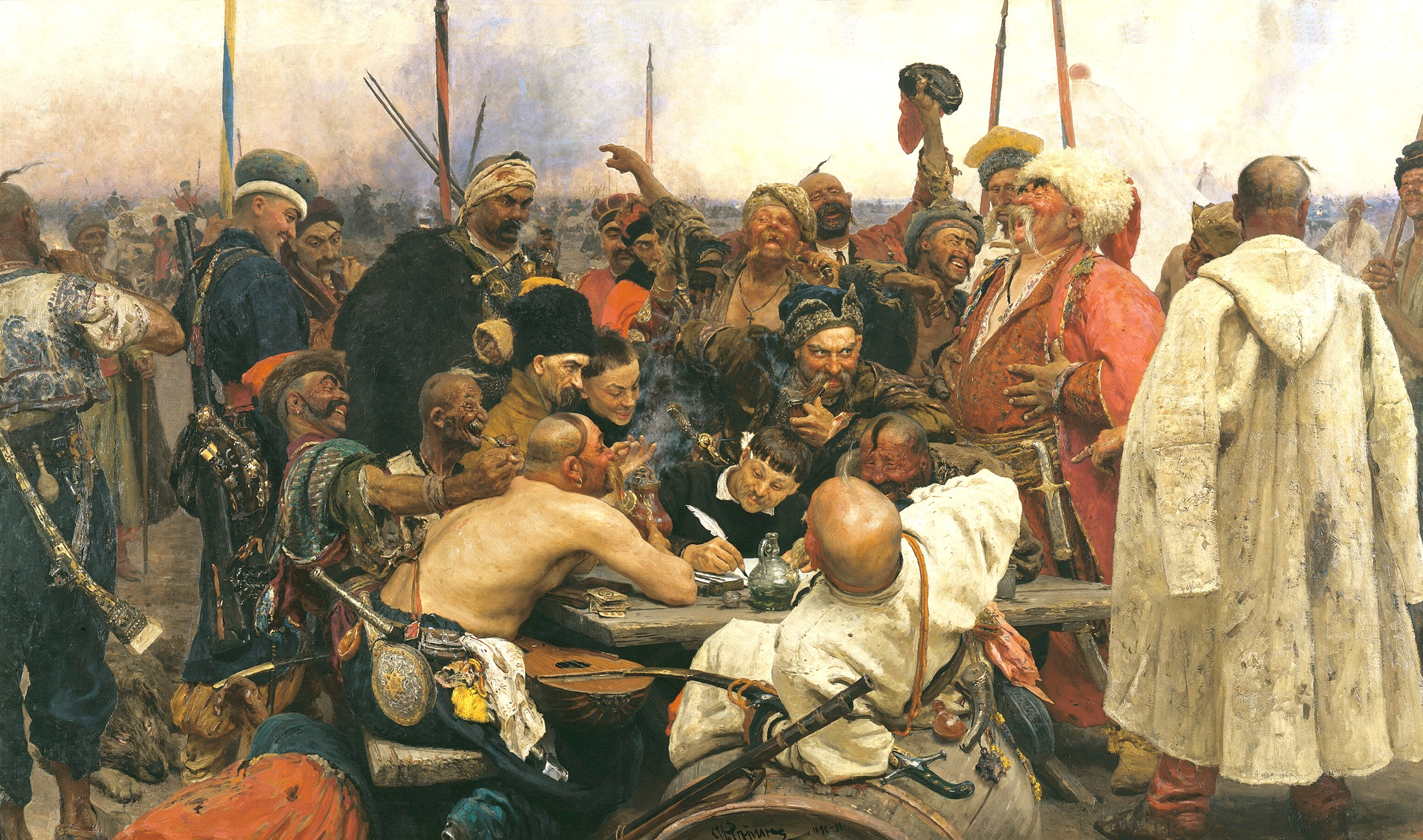
トルコのスルタンへ手紙を書くザポロージャ・コサック（イリヤ・レーピン作）

ウクライナ・コサック（ウクライナ語:Українські козаки、ウクライィーンスィキ・コザークィ）は、15世紀後半以降、リトアニア大公国内のウクライナと呼ばれるドニプロ川の中下流域の広域におけて存在したコサックの軍事的共同体、またはその共同体の系統をもつ軍事的組織である。当初はポーランド・リトアニア共和国へ従属したが、17世紀半ばに自らのコサック国家の編成を経て、18世紀以降にロシア帝国への従属を強めていった。地域ごとにザポロージャ・コサック、ドナウ・コサック、クバーニ・コサックに分かれている。

## 概要

### 歴史

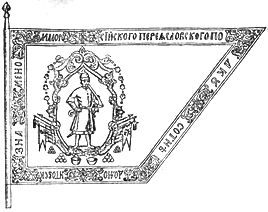
ウクライナ・コサックの旗（1762年）

「コサック」という言葉は「群（社会）を離れた者」という意味のトルコ語から来た言葉である。もしくは チュルク語で｢自由な人｣ 。14世紀から15世紀には、キエフ・ルーシ（キエフ大公国）の士・豪族のうち、この地を支配したリトアニア大公国から貴族としての権利が認められなかった者が少なからずおり、その子孫を中心とする人々がコサック団隊としてウクライナのステップ地帯で出現したとされる。領主への隷属を嫌って「リトアニア・モスクワ両公国の南部の辺境」へ逃亡してきた農民たちという起源説はあるが、文献等による証拠が不足している。コサックは漁業や海賊行為を営むため、ドニプロ川・ドン川の辺に住みついた。
この内、ドン川に生活の拠点を置いたコサックはドン・コサック軍を編成し、南ロシアから東ウクライナの一部に勢力圏を敷いた。ドン・コサックは、のちにロシアへの従属を強め、ロシア・コサックの代表格となっていった。一方、ドニプロ川下流にはドムィトロー・ヴィシュネヴェーツィクィイによってザポロージャのシーチが建設された。これを拠点に編成されたコサック軍がザポロージャ・コサックで、その出自によりポーランド・リトアニア共和国との関係が強かった。このザポロージャ・コサック軍が次第に勢力を強め、ウクライナ・コサックの代表的存在となっていった。
ウクライナ・コサックではロシアのコサック軍とは異なる階級や秩序が敷かれた。ロシアのコサック軍と共通するオタマーン職のほかに、ウクライナ・コサックではラーダによって選出される最高職としてヘーチマンを置いた。ウクライナ・コサック第一のポリシーは「自由と平等」で、これに反する者はその身分に拘らず社会から追放された。
16世紀 - 17世紀には、ウクライナ・コサックは神聖ローマ帝国とフランス王国の軍隊の傭兵としてヨーロッパでの戦争に活躍し、有力な軍事力となった。一方、1569年に発足した貴族共和国のポーランド・リトアニア共和国ではその3年前の1566年にウクライナ貴族の議決によりウクライナはリトアニア大公国からポーランド王国へと移りその諸県となった。そこでは登録コサックがシュラフタ（共和国の貴族）として他の全てのシュラフタと同様の権利を認められたが、その数と権利が限られていたため、ウクライナのシュラフタは権利拡大の要求を掲げてしばしばロコシュと呼ばれる合法的な叛乱を起こした。1625年に起こったポーランド・コサック戦争（ポーランド・ウクライナ戦争とも）、1630年のヘーチマン・タラース・フェドローヴィチ（トリャスィーロ）率いるフェドローヴィチの蜂起などである。共和国政府はこれらの叛乱を重く見てウクライナ・コサックへの締め付けを強化し、その過程で多くのコサックが生活に困る事態になっていった。
1648年にはヘーチマン・ボフダン・フメリニツキーの先導によりウクライナ・コサックがポーランド・リトアニア共和国に対する大規模な反乱（フメリニツキーの乱）をおこしたが、その反乱はロシア・ツァーリ国（モスクワ大公国）を巻き込んでウクライナ・コサック解放戦争の様相を呈した。しかしながら、彼はウクライナの共和国からの自治権を勝ち取ったものの、その際にモスクワ大公国に援助を申し出たため、それを逆手に取られその後長年にわたるロシアによるウクライナ支配を招いてしまった。それでも彼は19世紀に起こったウクライナ民族主義のもとで解釈された現在はウクライナでひとりの民族的英雄として扱われており、首都キエフには彼の銅像の立つ広場があり、道を走るバスにも「ボフダン」のブランド名を持つものがある。また、彼の肖像は5フリヴニャ紙幣にも用いられている。

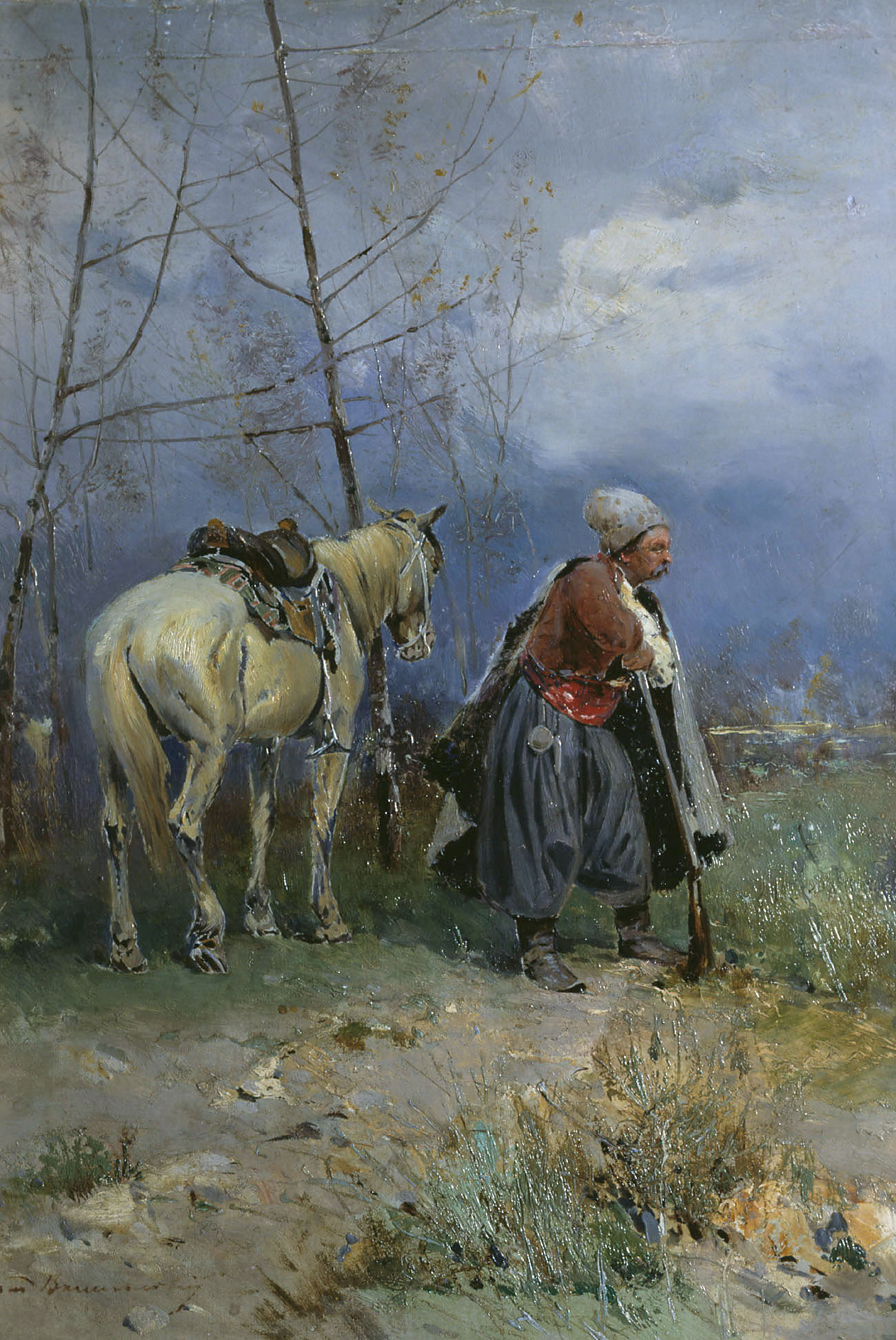
見張中
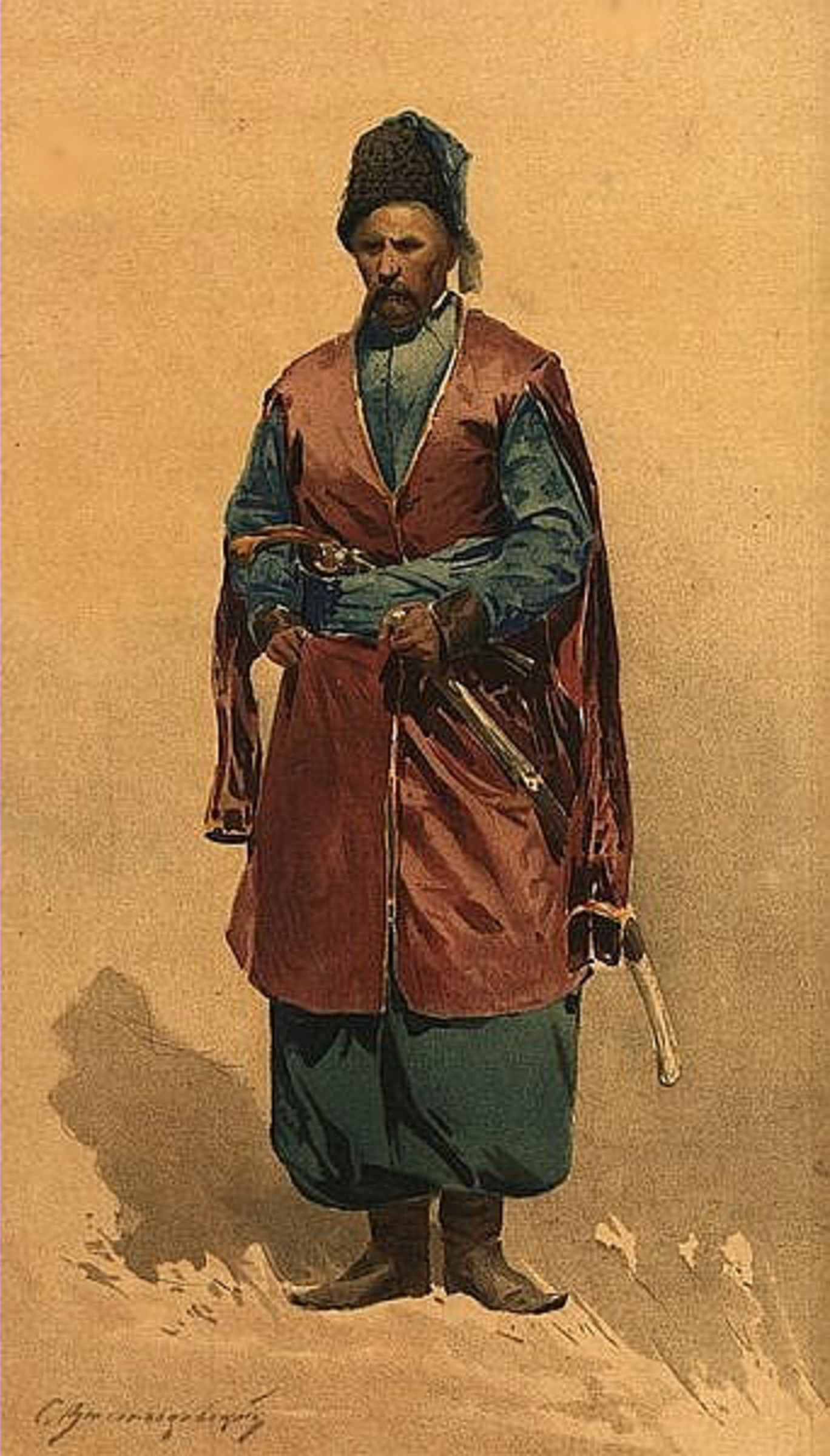
ウクライナ・コサックの連隊長
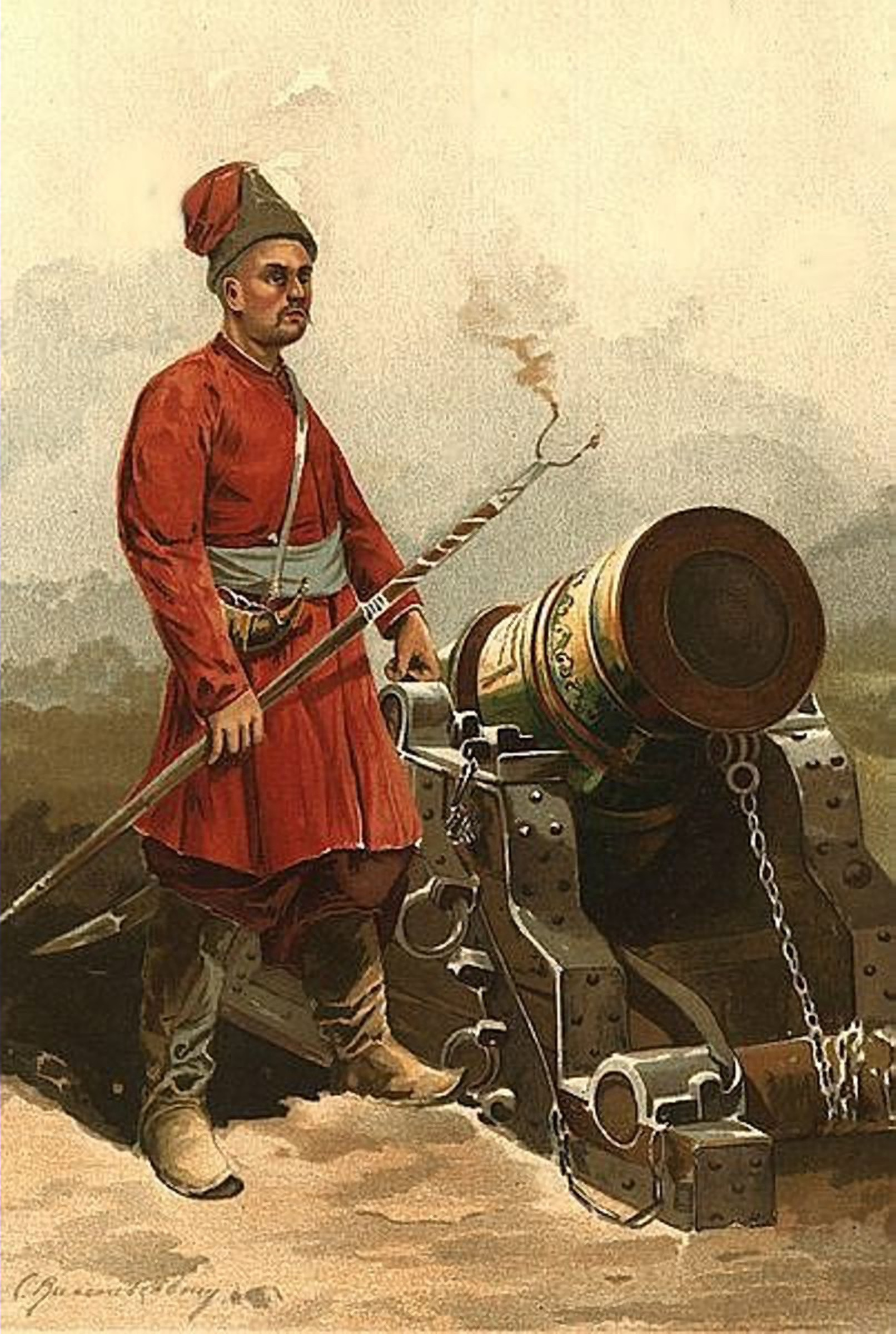
マゼーパ時代の大砲隊のコサック
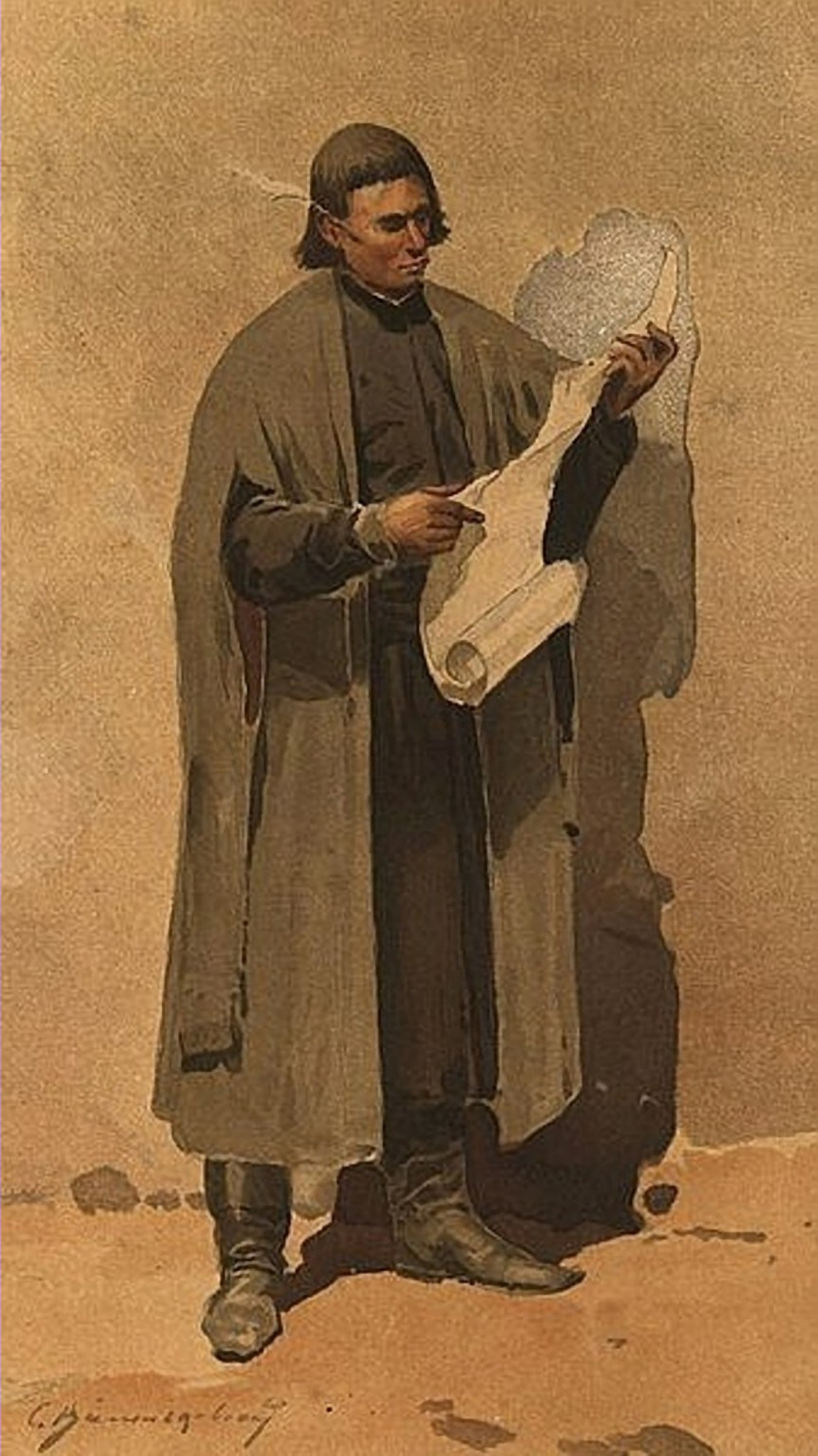
コサックの軍事書記
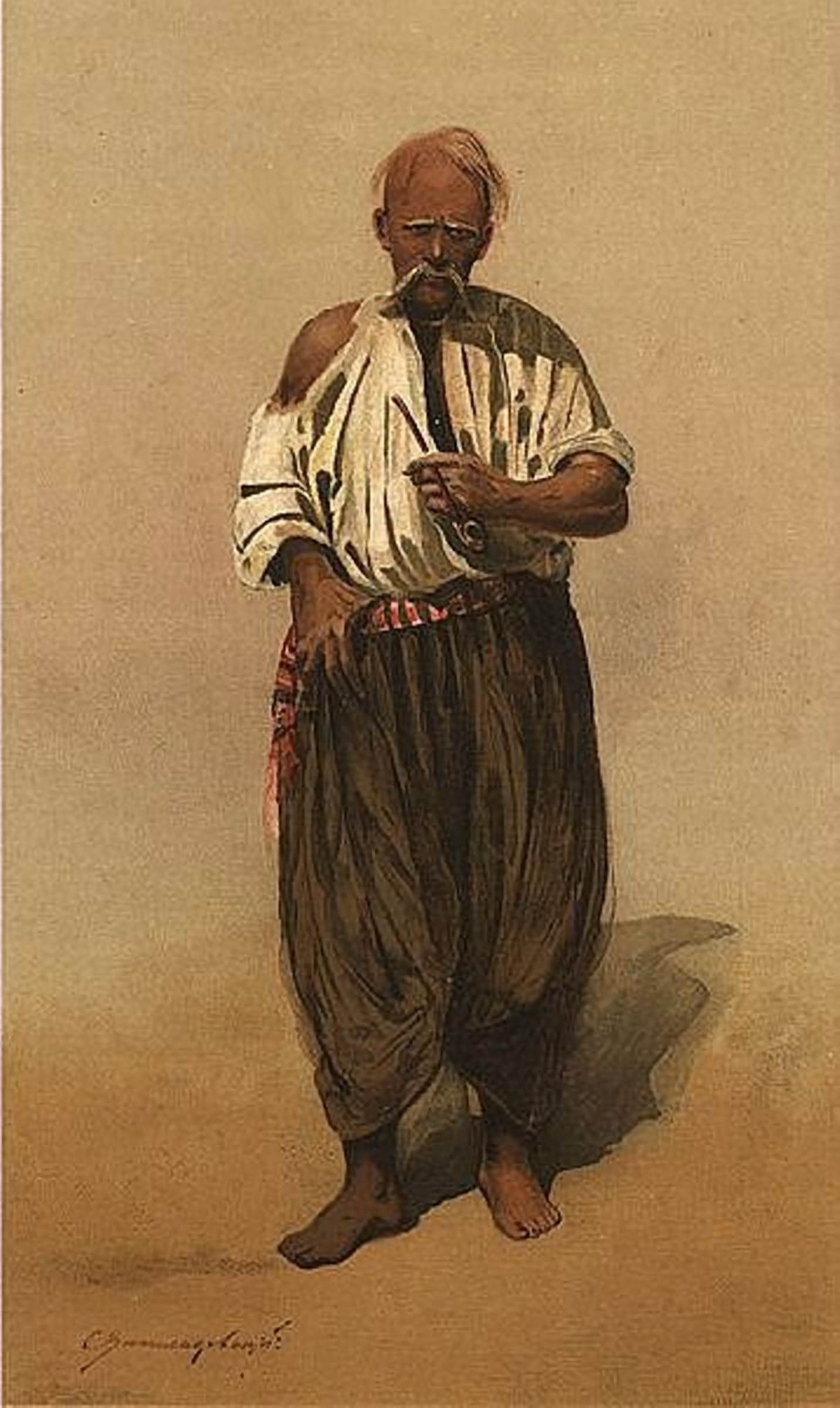
コサックの長老
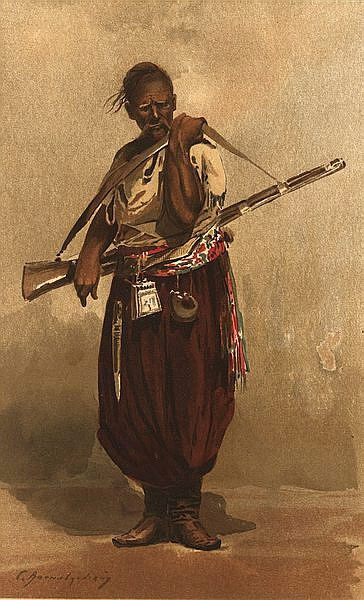
ザポロージャ・コサック
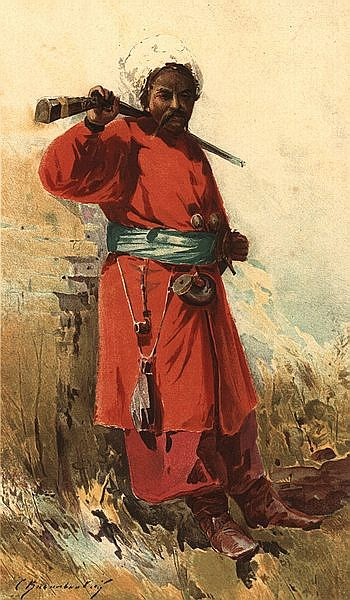
ザポロージャ・コサック
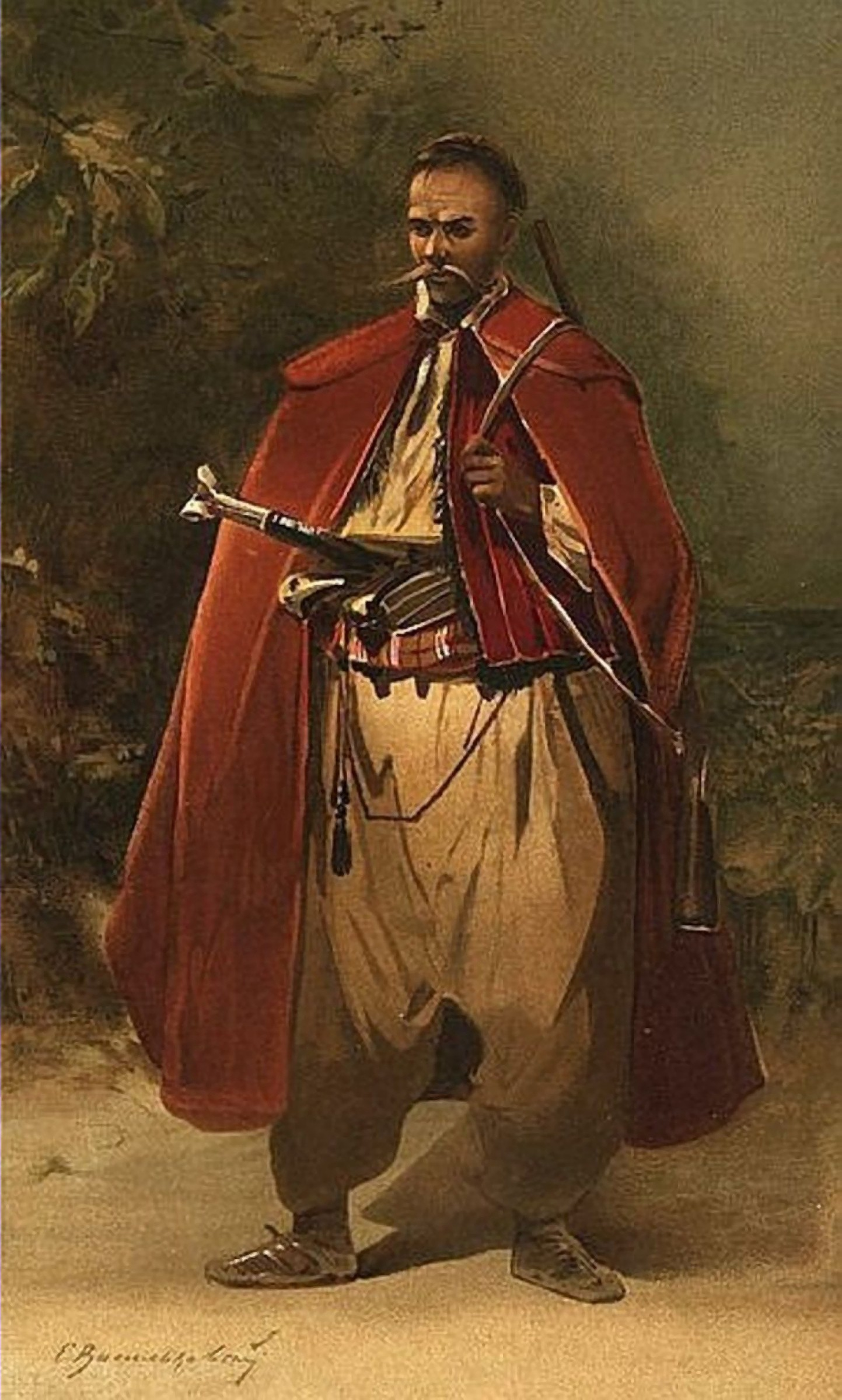
ドナウ川のザポロージャ・コサック
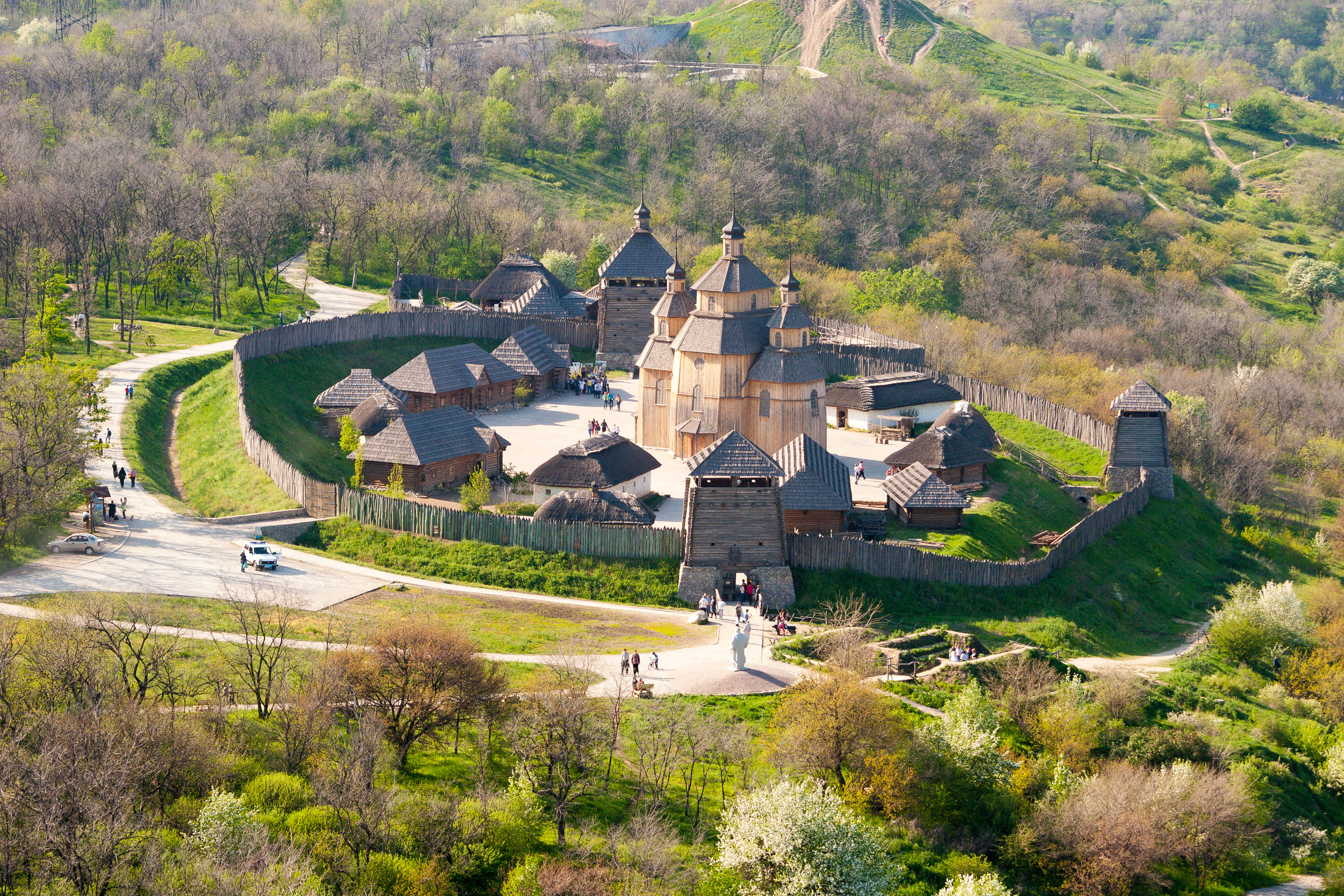
コサック要塞（現代復元）
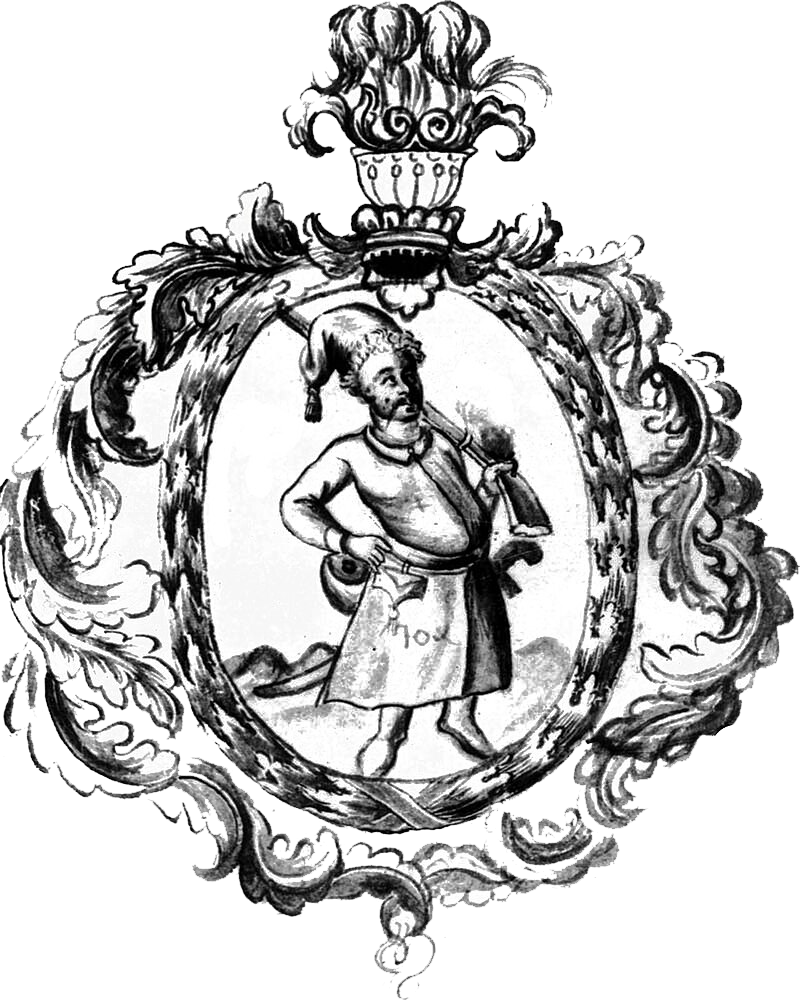
ウクライナのコサックの紋章
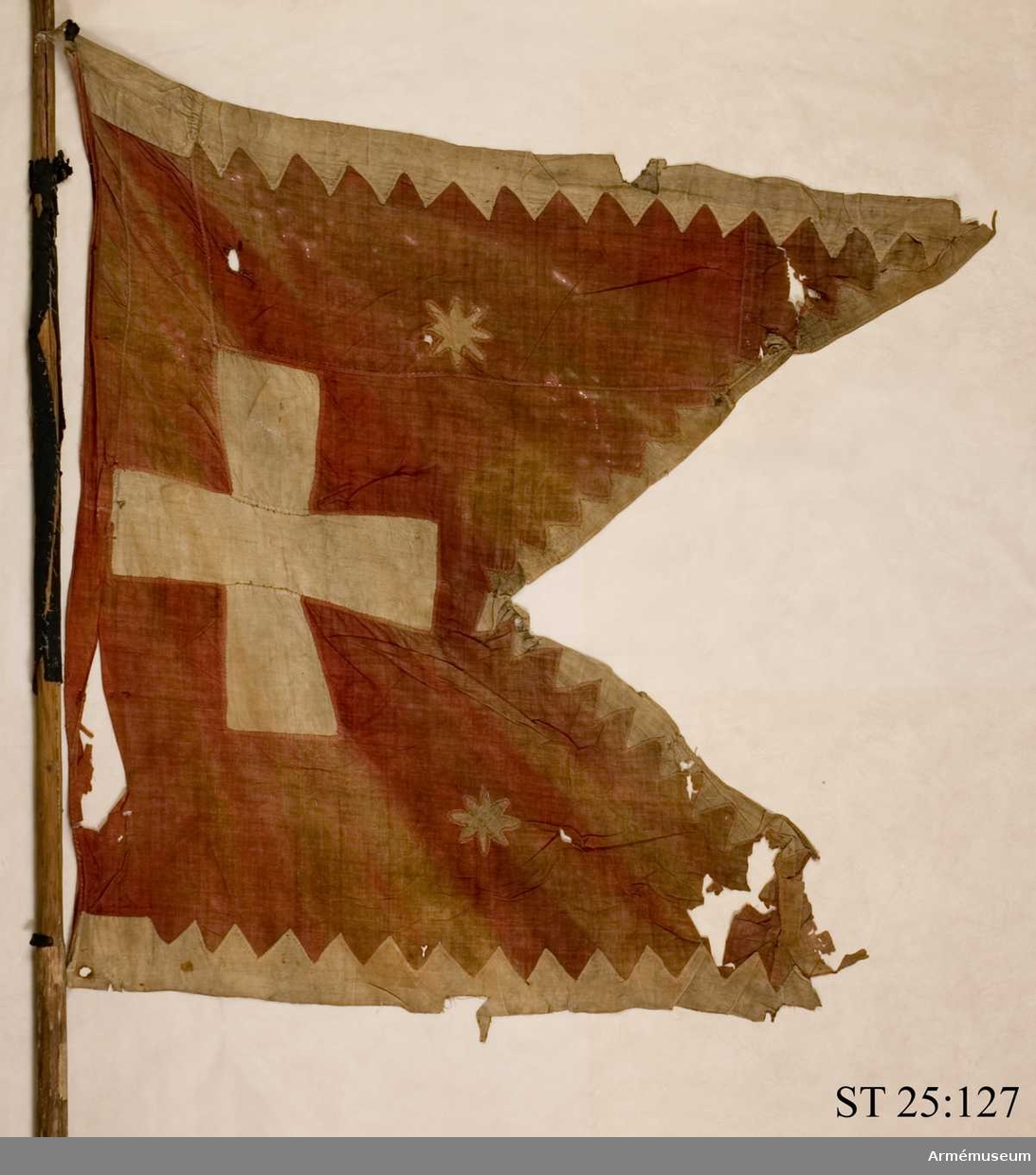
17 世紀の古いコサックの旗
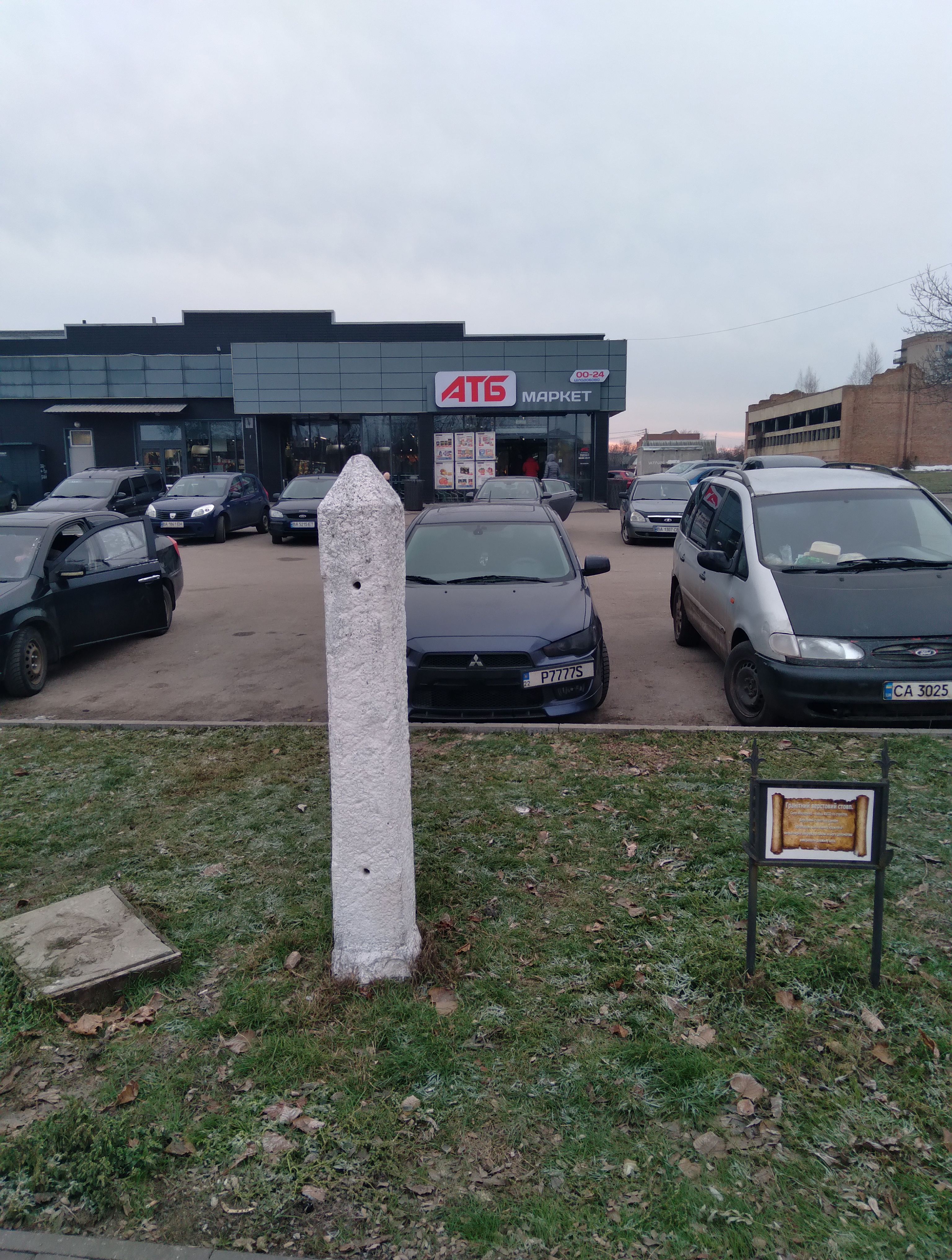
18世紀にコサックが領土を測定するために使用したユニークなグラニッツの柱の1つ。キロヴォフラド地方のモショリン村で発見された。現在はズナミャンカ市にあります。

1708年には大北方戦争中にスウェーデンと同盟を結んだヘーチマン・イヴァン・マゼーパがロシアに対する反乱を起こしたが、一部のザポロージャ・コサックを除く多くのウクライナ・コサックはマゼーパに背き、ロシア側に加担した。マゼーパはポルタヴァの戦いで致命的な敗北を喫し、戦いに敗れた多くのコサックが辿ったのと同じ道、トルコ領への逃亡を余儀なくされた。これが、ウクライナでコサックの起こした最後の大反乱となった。現在、マゼッパの肖像はウクライナの紙幣の肖像画のひとつになっている（10フルィーウニャ紙幣）。
その後、ウクライナは貴族を中心に徐々にロシアに同化されていき、エカチェリーナ2世の時代までにはウクライナ・コサックの伝統は崩壊状態となった。特に、プガチョフの反乱にザポロージャのシーチが関係したことは致命的であった。ロシア・コサックがロシア帝国の軍事組織として残り、現代でも存在しているのに対し、ウクライナ・コサックは完全に解体され、その多くは農民に戻ったといわれる。一部は南ブーフ川やドニエストル川、のちに黒海方面へ逃れ、その地で新しいシーチを開いた。コサック逃亡の伝統に則り、トルコ領へ逃れたものもあった。また、カフカース方面へ逃れたものの一部は、後にクバーニ・コサックと合流した。
20世紀に入り、ウクライナ・コサックは再び歴史の表舞台に立った。1917年にウクライナ中央ラーダがウクライナの政府として成立すると、ウクライナ・コサックの代表者も政府に参加し、また軍事部門も一部でウクライナ・コサック部隊が担った。パウロー・スコロパードシクィイやシモン・ペトリューラらに率いられたウクライナ・コサック部隊は、ボリシェヴィキとのウクライナ・ソヴィエト戦争において主要な役割を果たした。かつてのヘーチマンの縁者であるスコロパードシクィイは、1918年4月末にヘーチマンの政変と呼ばれるクーデターを起こし、「ヘーチマン」に選出されて新政権を打ち立てた。しかし、ウクライナの独立勢力はロシアのボリシェヴィキに敗れ、ウクライナ・コサックはまたもや辛酸を嘗める結果となった。1932年から1933年にかけては、ソヴィエト政府によって内戦期に反ソヴィエト勢力が根強かったウクライナや南ロシアを中心にホロドモールが起こされ、多くのウクライナ系住民（ウクライナ・コサックの子孫）がその犠牲となった。1939年にカルパート・ウクライナが成立した際にも、コサックに範をとったカルパート・シーチが開設された。第二次世界大戦ではウクライナ蜂起軍によって反ソ連・反ポーランド運動が盛んに行われたが、その際にもかつてのようにウクライナ・コサック色が前面に出されることがあった。
ソ連時代には、アニメーションや映画など文芸部門でウクライナ・コサックはしばしば取り上げられ、ウクライナ共和国国民から愛されるキャラクターとなっていった。ウクライナ独立後もその傾向は強まり、多くのウクライナ人にとってウクライナ・コサックのイメージは大切なものとなっている。
速水螺旋人は現代ウクライナ人の基本価値観について、ウクライナ・コサックに由来する「自由」と「民主」だと述べている。

### 軍事

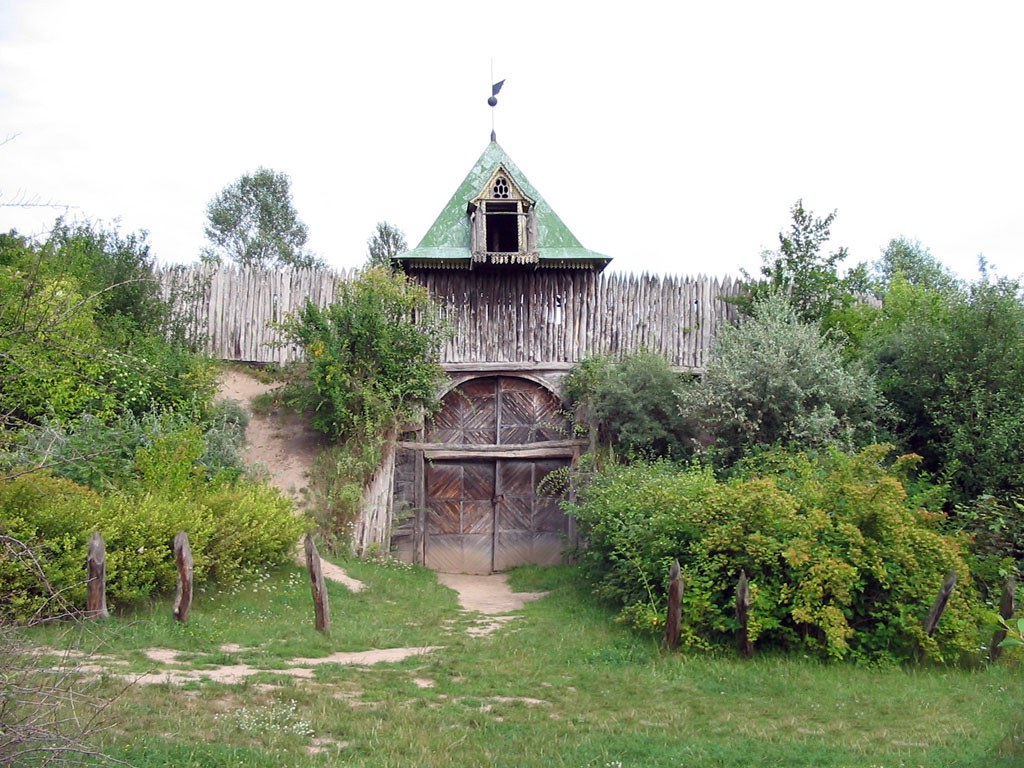
ペレヤスラウ＝フメリニツキーに保存される17〜18世紀のウクライナ・コサックの要塞

一般に、コサックはタタール人やトルコ人などの襲撃から国を守る役割を果たしたと言われる。逆にタタール国家（クリミア・ハン国）やオスマン帝国に定期的に侵入して略奪も行った。リトアニア大公国、ポーランド・リトアニア共和国、モスクワ大公国、ロシア帝国といった、ウクライナを領した国は平時にはコサックを主として南部国境地帯の守りにつかせていた。
ウクライナ・コサックの軍隊の中心となったのは、対タタール戦を重視した軽武装の騎兵隊であった。ザポロージエ・コサックでは、シーチ銃兵隊が軍の中核をなした。
16〜18世紀、ウクライナ・コサックは何種類にも分類され、まずヘーチマンが指揮する軍があり、次にザポロージャの軍（シーチ銃兵隊）があり、地域ごとのコサック連隊（スームィ、ハルキウ、オクチィルおよびオストログ）が多数存在した。さらにウクライナ右岸（ポーランド・リトアニア共和国に所属）のコサック部隊（クリーニ）があった。
ヘーチマンが指揮する軍隊は主にキエフ、ムィールホロド、プルィルークィ、ペレヤスラウ、ニズヒュン、ハドヤッチ、ルブヤン、スタロドゥーブ、チェルニーヒウの登録コサックの連隊で構成され、さらに傭兵連隊もあった。各連隊の兵力は一定ではなく（400名から700名）、連隊は百人単位で分割され、百人を支配する長とスタルシナー（長老、そのスタッフはオサヴール1名、オボズヌィイ1名、コルネット奏者1名など）による指揮を受けた。100人はいつかのクリーニを構成し、各クリーニはクリーニの長が指揮を取った。コサックは、えん月刀、マスケット銃、ピストル、弓、ダガー、棍棒、6つの刃の付いた棍棒など、さまざまな武器で武装していた。彼らは東方の武器とヨーロッパの武器の両方を使ったが、通常、鎧は着用しなかった。そのため、軽騎兵で構成されたタタール軍相手の戦闘では互角の戦闘を行えたが、西欧列強の重歩兵部隊との戦闘が増えるようになると、次第にその存在意義は薄れていった。このことが、ロシア帝国下でのウクライナにおけるコサック不要論のひとつの根拠となった。

### 後年への影響
ウクライナ・コサックの存在は、その伝統が廃れたのちもウクライナ人の心の拠り所となった。多くの文学作品や詩などで積極的にウクライナ・コサックが題材にされ、それは帝政・ソ連時代を通じて続いた。また、軽乗用車ザポロージェツィのように商品でもウクライナ・コサックのイメージが利用された。
また、ウクライナが独立を目指す時代にはウクライナ・コサックのイメージが必ずといってよいほど用いられた。ロシア革命後のウクライナ内戦期には、ウクライナの反ボリシェヴィキ革命戦士は「ハイダマーク」を名乗った。また、ウクライナ中央ラーダの精鋭部隊はシーチ銃兵隊を名乗り、オーストリア・ハンガリー帝国下の西ウクライナで編成された軍隊もウクライナ・シーチ銃兵隊を称した。ドイツ帝国の傀儡政権として成立したウクライナ国でも、ウクライナ国民への懐柔策としてウクライナ・コサックのイメージが大いに利用された。また、その首領は「ヘーチマン」を名乗った。
独立後のウクライナでも、到るところでウクライナ・コサックがキャラクターとして用いられているのを目にすることができる。紙幣にも、ウクライナの「初代」大統領ミハイール・フルシェーフスキーや国民的詩人レースャ・ウクライーンカに並んで2人のウクライナ・コサックが選ばれている。

## ウクライナ・コサックの諸軍
- ザポロージャ・コサック
  - 登録コサック
  - ヘーチマン国家
- ドナウ川のシーチ（ドナウ川コサック）
- 黒海コサック軍（黒海コサック）
- アゾフ・コサック軍（アゾフ・コサック）
- クバーニ・コサック軍

## 関連文献
- 服部倫卓, 原田義也 編『ウクライナを知るための65章』明石書店〈エリア・スタディーズ〉、2018年。
  - 栗原典子『コサックとウクライナ ──ウクライナ独立を求める戦いの始まり』。
  - 栗原典子『コサックの伝統・文化──ウクライナ人はコサックの一族？』。
  - 中澤英彦『ウクライナ人 ──その人類学的素描』。